# 佐伯市宇目宅配事業
佐伯市宇目宅配事業（さいきしうめたくはいじぎょう）とは、大分県佐伯市にある旧宇目町商工会（現番匠商工会）が行っていた高齢者の生活支援を目的としたモデル事業である。

## 事業内容

### コミュニティビジネス実現化モデル事業商工会宅配モデル事業
- 実施期間

平成14年8月1日から平成15年1月30日
- 業務内容

高齢者等の生活支援に軸足を置き、地域の実情に合った計画的な宅配事業をモデル的に実施する
- 事業の委託

大分県商工連合会から再委託（大分県商工連合会は大分県から委託）を受ける
- 実施商工会

宇目町、緒方町、国東町の3商工会
- 実施体制

地域の実情に合った宅配システムを採用するため、行政、関係団体（社会福祉協議会、老人会など）等と連携を取る
- 実施商店

事業の趣旨に賛同し、協力できる会員事業所　23事業所
- 対象世帯

地域内の高年齢者等世帯
- 宅配員

2名

### 宇目町宅配事業
- 実施期間

平成15年1月31日から平成15年3月31日
- モデル事業の好評により、町の理解を得て宇目町だけの宅配事業を行う。予算の関係上宅配員1人。宅配車は宇目町社会福祉協議会より無償で借り受ける。
- 加盟店手数料として、売上高の5%を計上する。

### 平成15年度から平成16年度宇目町宅配事業
- 実施期間

平成15年4月1日から平成17年3月31日
- 業務内容

宇目町民の生活支援を基軸とした宅配サービスの向上を目指す。
- 事業の委託 佐伯市ホームページ　市政モニターの声

社会福祉協議会から再委託（社会福祉協議会は宇目町から委託）を受ける
- 実施商店

19事業所　任意団体として組合を組織する　宇目町宅配事業加盟店組合
- 対象世帯

宇目町内　全世帯対象
- 加盟店手数料

売上高の5%を計上し、自動車（中古車）及び冷蔵庫購入に充てる。
- 宅配員

2名

### 平成17年度から平成18年度佐伯市宇目宅配事業
- 実施期間

平成17年4月1日から平成19年3月31日
- 業務内容

佐伯市宇目町民の高齢者等の生活支援を軸に宅配事業の向上を目指す。
- 事業の委託

佐伯市より委託を受ける(平成17年市町村合併に伴い)
- 実施焦点

18事業所
- 対象世帯

佐伯市宇目地区全世帯
- 会員年会費

平成17年度　年会費1,000円
平成18年度　年会費2,000円
- 加盟店手数料

売上高のうち　タバコ2%　酒類5%　その他10%
- 宅配員

2名

### 平成19年度佐伯市宇目宅配事業
- 実施期間

平成19年4月1日から平成20年3月31日
- 業務内容

佐伯市宇目町民の高齢者等の生活支援を軸に宅配事業の向上を目指す。
- 事業の委託

佐伯市より委託を受ける
- 実施焦点

18事業所
- 対象世帯

佐伯市宇目地区全世帯
- 会員年会費

3,000円
- 加盟店手数料

売上高のうち　タバコ3%　酒類6%　その他13%
- 宅配員

2名